# Kirschau

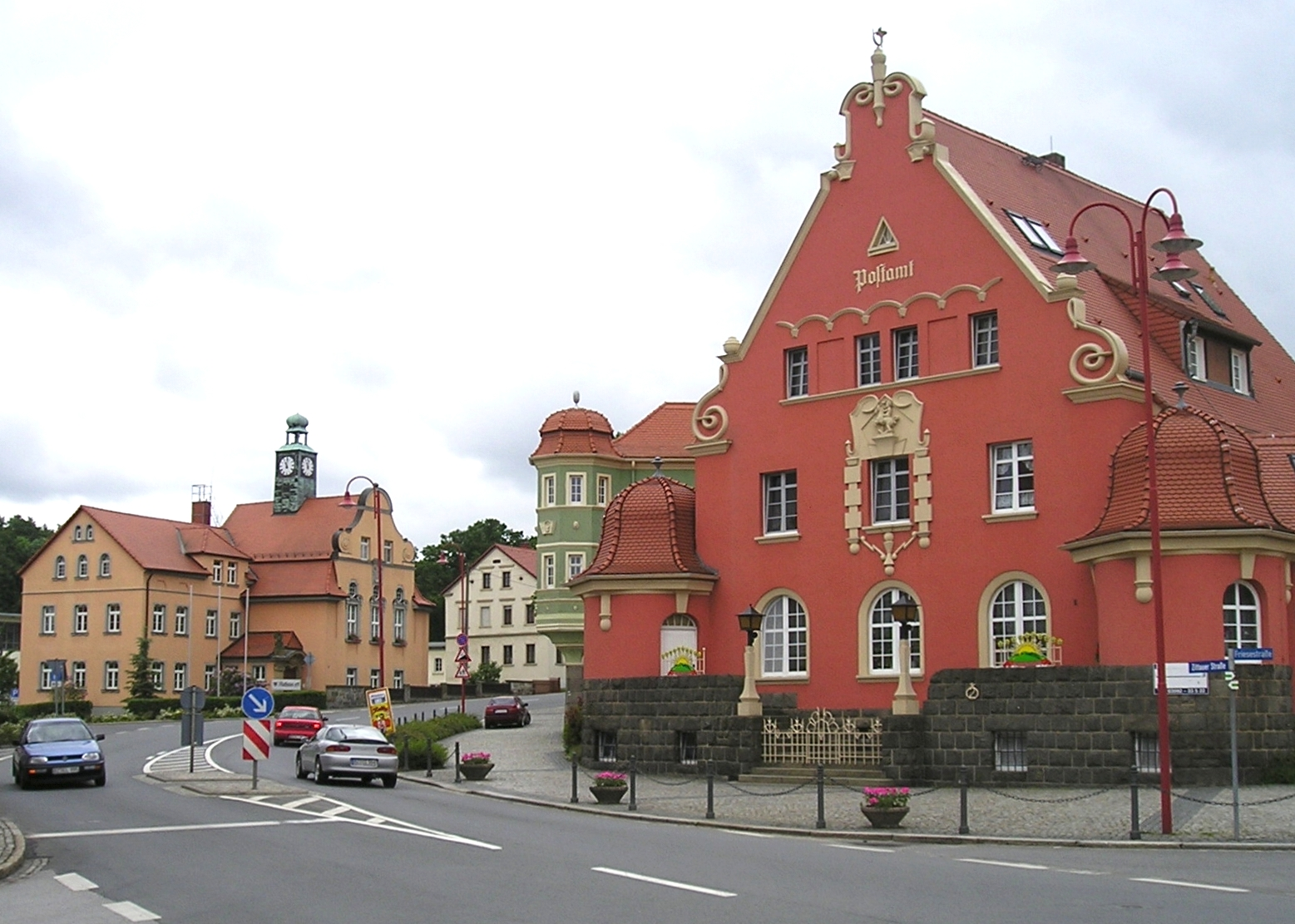
Ortskern mit Rathaus und Postamt
(von J. Arthur Bohlig)

Kirschau (sorbisch Korzymⓘ) ist ein Ort im sächsischen Landkreis Bautzen, 8 km südlich der Großen Kreisstadt Bautzen. Er war bis zum 31. Dezember 2010 eine selbstständige Gemeinde und gehört seitdem zur Stadt Schirgiswalde-Kirschau.

## Geographie
Kirschau liegt im Lausitzer Bergland, eingebettet im Tal der Spree und der Pilke, zwischen dem Mönchswalder Berg (449 m) und dem Lärchenberg (354 m).
Der Ort wird begrenzt von Großpostwitz im Norden, Crostau im Osten, Schirgiswalde im Süden und Wilthen im Westen.

## Ortsgliederung
Zu Kirschau gehören folgende Ortsteile:
- Bederwitz (sorbisch Bjedrusk), 119 Einwohner
- Kirschau (Korzym), 1761 Ew.
- Kleinpostwitz (Bójswecy), 58 Ew.
- Rodewitz/Spree (Rozwodecy), 450 Ew.
- Sonnenberg (Słónčna Hora), 46 Ew.[2]

## Geschichte

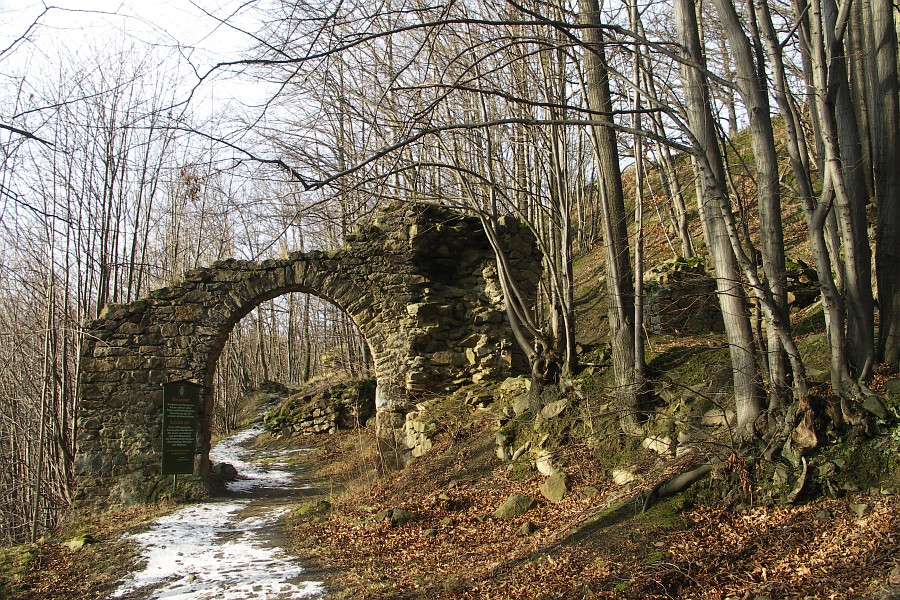
Reste der Burg Körse

Im Jahr 1352 wurde Kirschau in Zusammenhang mit der Zerstörung der Burg Körse erstmals urkundlich erwähnt. Als im Dreißigjährigen Krieg die Oberlausitz 1635 mit dem Prager Frieden zu Sachsen kam, wurde Kirschau Grenzort. Es wurde eine Zollstation zum benachbarten Böhmen errichtet.
Bis um 1845 war Kirschau ein unscheinbares und armes Dorf. Ausgelöst durch Gotthelf August Friese entwickelte sich Mitte des 19. Jahrhunderts in Kirschau eine bedeutende Grobgarnindustrie. Neben Packleinwand und Scheuertüchern waren es ab der Jahrhundertwende bunte Schlafdecken, die Kirschau einen ungeahnten wirtschaftlichen Aufschwung bescherten. Auch weitere Industriezweige siedelten sich in Folgezeit an. Wegen des aufkommenden Wohlstandes wurde Kirschau „das Dorf mit den goldenen Dächern“ genannt. Der prächtige Ortskern und die zahlreichen Fabrikantenvillen erinnern heute noch an diese Blütezeit.
Für seine Statistik über die sorbische Bevölkerung in der Oberlausitz ermittelte Arnošt Muka in den achtziger Jahren des 19. Jahrhunderts eine Bevölkerungszahl von 600 Einwohnern; davon waren 490 Deutsche (82 %) und 110 Sorben (18 %). Damals lag Kirschau am äußersten südlichen Rand des sorbischen Siedlungsgebietes. Mittlerweile ist die sorbische Sprache aus dem Ortsalltag verschwunden.
Nach dem Ende des Zweiten Weltkriegs wurden die ortsansässigen Betriebe Volkseigentum. Als wichtigster Betrieb entstand durch den Zusammenschluss mehrerer Textilfirmen der VEB Vegro Kirschau. Durch die Herstellung von Scheuertüchern, Teppichböden und nicht zuletzt der berühmten Kirschauer Schlafdecken wurde Kirschau weit über die Grenzen der DDR hinaus bekannt. Ein weiterer wichtiger Betrieb war noch das Getriebewerk, ein Teilbetrieb des VEB Fortschritt Erntemaschinen Neustadt, welches durch die GKN Walterscheid Getriebe GmbH übernommen wurde und Gelenkwellen produziert.
Seit der Wende im Jahre 1989 existiert die Kirschauer Textilindustrie im kleinen Rahmen weiter. 1998 wurde das Ganzjahresbad „Körse-Therme“ fertiggestellt, welches im Dezember 2022 bis auf weiteres geschlossen wird.
Am 1. Januar 1999 wurde Rodewitz/Spree eingemeindet.
Zum Ende des Jahres 2010 verlor Kirschau seine Eigenständigkeit als Gemeinde und wurde mit der Gemeinde Crostau und der Stadt Schirgiswalde zur Stadt Schirgiswalde-Kirschau verbunden.

## Wirtschaft und Infrastruktur

### Verkehr
Der Haltepunkt Schirgiswalde-Kirschau im Nachbarortsteil Schirgiswalde liegt an der Bahnstrecke Oberoderwitz–Wilthen und wird von Regionalbahnen der Linie Dresden – Zittau im 2-Stunden-Takt bedient.

## Kultur und Sehenswürdigkeiten

### Museen
Burgmuseum Kirschau
- Geschichte des Ortes und der Burg Körse
- Heimatstube mit funktionstüchtigem Handwebstuhl

### Bauwerke
- Burgruine Körse
- Dreiländerstein an der früheren Grenze zwischen Wilthen in Meißen, Schirgiswalde in Böhmen und Kirschau in der Lausitz (1746).
- Kuxloch, ein ca. 12 m langer sagenumwobener alter Bergbaustollen am Fuße des Burgberges
- Deutscher Steig, ein noch erhaltenes malerisches Stück einer mittelalterlichen Handelsstraße
- Ortskern mit prächtigen Jugendstilgebäuden, u. a. dem Postamt mit Ecktürmchen und schmuckvollem Giebel
- ehemalige Fabrikantenvillen
- Wagnerwehr, eine alte Wasserkraftanlage

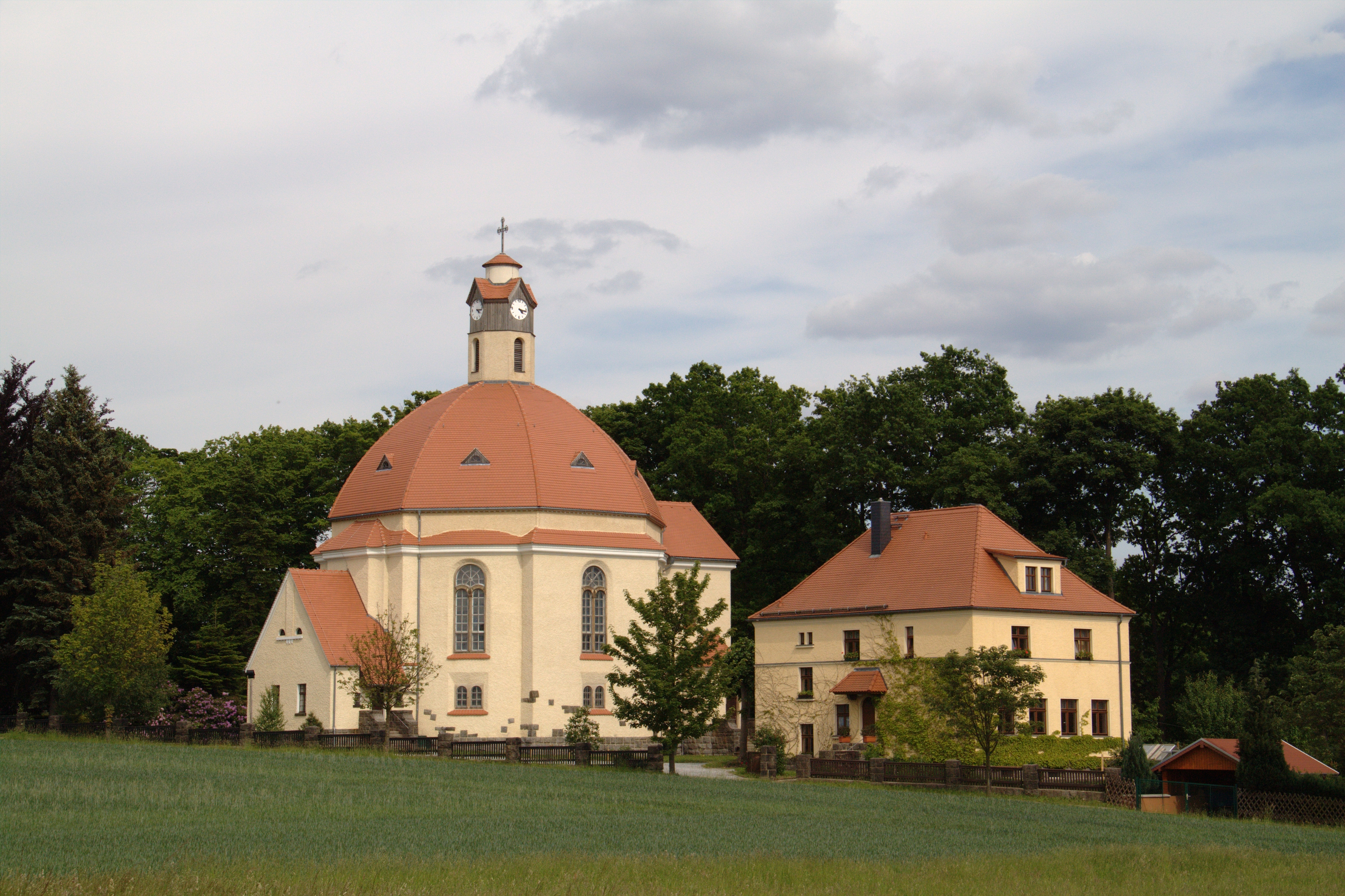
Johanneskirche und Pfarrhaus

#### Johanneskirche
Die evangelische Johanneskirche wurde 1924 eingeweiht. Die auf einer Anhöhe stehende Kuppelkirche im Jugendstil wurde von Arthur Bohlig entworfen. Das oktogonale Bauwerk wird von Rundbogenfenstern erhellt und ist mit Vorbauten an West- und Ostseite versehen. Das Portal zeigt Schmucksäulen und einen Architrav mit den Apostelsymbolen, darüber in einer Nische eine Johannesfigur.
Der Innenraum ist eine Rotunde mit flacher Kuppel über einem Gesims. Der Altar mit einem außergewöhnlichen Altarbild des Malers Bernhard Müller aus Dresden steht vor einer stark abgestuften Nische. Eine eingeschossige Empore ist fast bis zum Altar herumgeführt, die Brüstung mit einfachen figürlichen Ornamenten versehen. Auf der erhöhten, auf Säulen gestützten Orgelempore ist eine Jehmlich-Orgel aus dem Jahr 1925 mit 18 Registern auf zwei Manualen und Pedal aufgestellt.
Die Ausstattung ist modern, mit barocken Elementen wie den Putten am Altaraufsatz und am Kanzelkorb.
Die Kirche wird seit 2019 als Fahrradkirche genutzt und ist täglich geöffnet.

### Regelmäßige Veranstaltungen
- Hexenfeuer in der Walpurgisnacht
- Jährliches Körsesingen auf der Burgruine

## Bildung
Kirschau verfügt über eine Grundschule. Die Mittelschule wurde 2003 geschlossen.

## Partnerschaften
Kirschau pflegt Partnerschaften zu Denkingen und Niederstetten.

## Persönlichkeiten
- Wilhelm Schulze-Rose (1872–1950), Maler, verbrachte seine letzten Lebensjahre in Kirschau
- Günter Semjank (1949–1995), Lehrer, Fernsehansager